# Lessing-Preis der Freien und Hansestadt Hamburg
Der Lessing-Preis der Freien und Hansestadt Hamburg wurde 1929 anlässlich der 200. Wiederkehr des Geburtstages (22. Januar 1729) des Dichters Gotthold Ephraim Lessing gestiftet und 1930 erstmals verliehen. Seit 1977 wird der Preis alle vier Jahre vergeben.
Es gibt in der Regel einen Hauptpreisträger, der als Preissumme 10.000 Euro erhält, und einen oder mehrere Stipendiaten, die bis zu 5.000 Euro erhalten können. Als Hauptpreisträger, die dem deutschen Kulturkreis angehören sollen, werden Dichter, Schriftsteller oder Gelehrte ausgewählt, deren Werke und Wirken unter dem hohen Anspruch, den der Namensgeber des Preises setzt, Auszeichnung verdienen. Die Stipendiaten (S) sollten in Hamburg ansässig sein oder auf deutliche Weise zu Hamburg oder seinem geistigkünstlerischen Leben in Beziehung stehen. (Zitate lt. Satzung)

## Preisträger, Stipendiaten
- 1930: Friedrich Gundolf
- 1933: Preisverleihung verschoben auf 1934
- 1934: Friedrich Griese und Konrad Beste
- 1937: keine Preisverleihung, da Hans Grimm, Hans Franck und Paul Schurek von der Reichsschrifttumskammer abgelehnt wurden
- 1938: Andreas Heusler
- 1940: keine Preisverleihung „wegen hoher Kriegskosten“
- 1942: Hermann Claudius
- 1944: Fritz Schumacher
- 1947: Rudolf Alexander Schröder
- 1950: Ernst Robert Curtius
- 1953: Wilhelm Lehmann und Albrecht Goes, Siegfried Lenz (S), Kurt H. Hansen (S)
- 1956: Hans Henny Jahnn, Monika George (S), Hartmut Grund (S), Helmut Heissenbüttel (S), Gerd Oelschlegel (S)
- 1959: Hannah Arendt, Heinz Albers (S), Mattias Braun (S)
- 1962: Werner Haftmann, Carl Guesmer – Förderpreis, Peter Hamm (S)
- 1965: Peter Weiss, Peter Bichsel (S)
- 1968: Walter Jens, Hans-Jürgen Fröhlich (S)
- 1971: Max Horkheimer, Walter Kempowski (S)
- 1974: Gustav Heinemann, Gerd Fuchs (S)
- 1977: Jean Améry, Thomas Brasch (S)
- 1981: Rolf Hochhuth, Agnes Heller,  Dorothee Sölle (S), Michael Holzer (S)
- 1985: Hartmut von Hentig, Suleyman Avci (S), Vu-An Truong (S), Ralph Große-Kleinmann (S)
- 1989: Alexander Kluge, Norbert Wehr (S)
- 1993: Raymond Klibansky, Yōko Tawada (S)
- 1997: Jan Philipp Reemtsma, Regula Venske (S)
- 2001: Botho Strauß, Peter Kümmel (S)
- 2005: Karl Schlögel, Héctor Wittwer (S)
- 2009: Klaus Harpprecht, Jan Wagner (S)
- 2013: Wolfgang Schivelbusch, Finn-Ole Heinrich (S)[1]
- 2017: Juliane Rebentisch, Nino Haratischwili (S)
- 2021: Uwe Timm, Birgit Weyhe (S)

## Verwandte Preise
- Lessing-Preis des Freistaates Sachsen
- Lessing-Preis für Kritik
- Lessing-Preis der DDR